# Jozef Urban
Jozef Urban (29. listopadu 1964 Košice, Československo – 28. dubna 1999 Zvolen, Slovensko) byl slovenský básník, textař, publicista a novinář.

## Životopis
Vzdělání získával na Vysoké škole ekonomické v Bratislavě, kde studoval obor ekonomika zahraničního obchodu. V letech 1988–1989 pracoval jako redaktor časopisu Literárny týždenník, později se stal také šéfredaktorem literárního měsíčníku Dotyky, šéfredaktorem týdeníku Mladé rozlety a ředitelem galerie Bibiana, poté se přestěhoval do Zvolena. 
Tragicky zahynul 28. dubna 1999 krátce před půlnocí, na silnici I/50 během cesty ze Zvolena do Detvy, poté co se jeho vůz značky Seat Ibiza srazil s protijedoucím kamionem MAN, který řídil polský řidič. Jozef Urban zahynul na místě.

## Tvorba
Debutoval básnickou sbírkou Malý zúrivý Robinson v roce 1985, za kterou získal Cenu Ivana Kraska. V 2. polovině 80. let 20. století, kdy působil jako šéfredaktor časopisu Dotyky, ho požádal na textařskou spolupráci zpěvák Miroslav Žbirka. Mezi jejich první společné hity patřila písnička Len s ňou. Je podepsán také pod zapomenutý hit skupiny Broken Heart Neplač a megahit skupiny Money Factor Vráť trochu lásky medzi nás, na albu Petra Lipy Naspäť na stromy má krom titulní písně na kontě i text písně Caracas.
V době své textařské kariéry spolupracoval s mnoha slovenskými interprety. Patří mezi ně i Beata Dubasová, Marcel Palonder, Oľga Záblacká, Vašo Patejdl, skupiny Money Factor, Dorian Gray, Broken Heart nebo Elán.
Je autorem libreta k původnímu slovenskému muzikálu Kráľ Dávid. Autorsky se podílel i na soundtracku k třetímu pokračování filmové série Fontána pre Zuzanu, na kterém lze nalézt i kultovní píseň v podání Joža Ráže Voda čo ma drží nad vodou.

## Dílo
- Seznam děl v Souborném katalogu ČR, jejichž autorem nebo tématem je Jozef Urban

### Poezie
- 1985 Malý zúrivý Robinson
- 1988 Hluchonemá hudba
- 1992 Kniha polomŕtvych
- 1996 Snežienky a biblie
- 2001 Dnes nie je Mikuláša

### Eseje
- 1999 Utrpenie mladého poeta
- 2001 Blízko, ale čoraz ďalej: úvahy a reportáže

### Tvorba pro děti a mládež
- 1995 – Dobrodružstvá Vranky Danky

### Knižní vydání písňových textů
- 1990 – Výstrel z motyky (spoluautoři Maroš Bančej a Ján Litvák)
- 2000 – Voda, čo nás drží nad vodou

### Dramata
- 1990 Poznáme svojich ľudí, rozhlasová hra

### Texty písní (alba)
- 1988 Miroslav Žbirka: Zlomky poznania LP
- 1990 Miroslav Žbirka: K. O.  LP
- 1991 Money Factor: Svadba čertov LP
- 1994 Peter Lipa: Naspäť na stromy CD
- 1994 Beáta Dubasová: Modrý album CD
- 1994 Miroslav Žbirka: Samozrejmý svet CD/MC
- 1995 Elán: Hodina nehy CD/MC
- 1996 Janko Lehotský: Čiernobiely svet CD/MC
- 1997 Barbara: Barbara CD/MC
- 1998 Credo: Čo ma čaká CD/MC
- 1999 Barbara: Ver, že ja CD/MC
- 1999 různí:  Fontána pre Zuzanu 3 CD/MC
- 2000 Janko Lehotský: Poslední a prví CD/MC
- 2000 různí: Takže tak… Jožo Urban a priatelia live CD/MC
- 2001 různí: Kráľ Dávid CD/MC
- 2001 Miroslav Žbirka: Modrý album CD/MC
- 2002 Katarína Hasprová: Chvíľu so mnou leť CD/MC
- 2002 Janko Lehotský: Láv sa píše Love CD/MC
- 2003 Oľga Záblacká: U.F.O. CD
- 2005 Robo Mikla: Nedokončená CD/MC
- 2005 Miroslav Žbirka: Dúhy CD/MC
- 2005 Janko Lehotský: Nahé dotyky CD/MC
- Peter Nagy: Zapalky
- Janko Lehotský a přátelé CD